# Sant Gabriel de Veciana
Sant Gabriel és un temple al terme municipal de Veciana (Anoia) catalogat a l'Inventari del Patrimoni Arquitectònic de Catalunya.

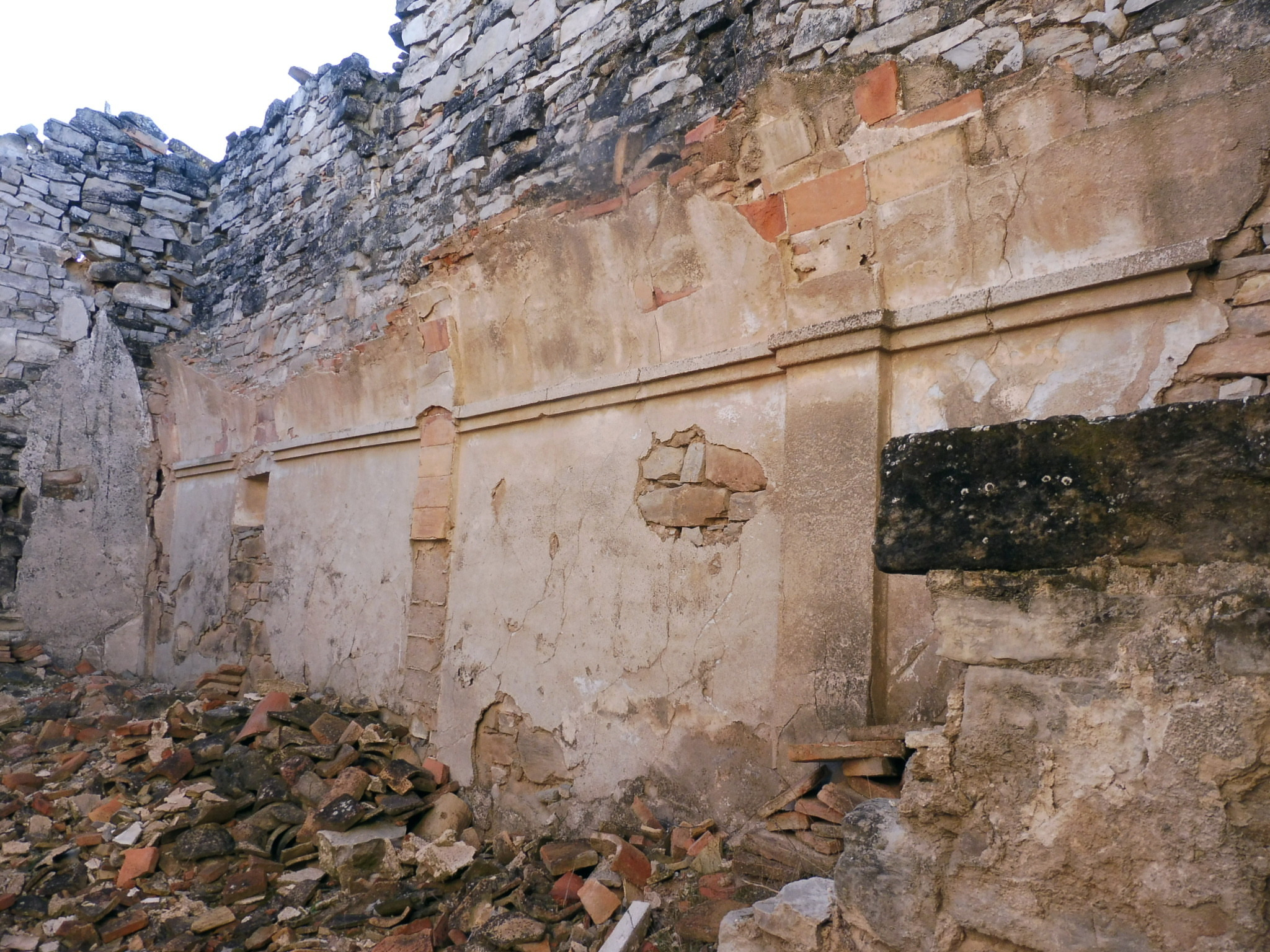
Interior molt malmès

Petita capella rural de planta rectangular i que estava coberta a dos vessants. Porta adovellada d'arc rebaixat. Exteriorment havia estat arrebossada. Al seu davant hi ha un petit recinte delimitat per una tanca de pedra. A l'interior es veuen restes d'una volta de canó feta de maó i es conserven parts de l'enguixat de les parets tot molt malmès. Fou bastida al segle xv. Era lloc de pelegrinatge penitencial. Ruïnosa pels efectes de la pluja del 1969 que va fer caure la teulada i del foc del 1980 que va fer malbé l'interior.
S'hi va per una pista que deriva del km 3,5 de la carretera BV-1005 (de Copons a Veciana). Es passa a tocar de cal Brunet i posteriorment es deixa la masia de Torrenova a l'esquerra. La pista és acceptable fins aquí. En endavant cal anar en 4x4.
El 29 de setembre de 2019 es va reobrir la capella ja restaurada després de tants anys de ruïna en una celebració presidida pel bisbe de Vic.